# プレジデント・ストリート-メドガー・エヴァース・カレッジ駅
プレジデント・ストリート-メドガー・エヴァース・カレッジ駅 (プレジデント・ストリート-メドガー・エヴァース・カレッジえき、英: President Street—Medgar Evers College) はニューヨーク市地下鉄IRTノストランド・アベニュー線の駅である。ブルックリン区クラウン・ハイツのノストランド・アベニューとプレジデント・ストリートの交差点に位置し、2系統が終日、5系統が平日のみ停車する。

## 駅構造
| G          | 地上階                     | 出入口 |
| M          | 改札階                     | 改札口、駅員詰所、メトロカード自動券売機 |
| P ホーム階 | 北行線                     | ← ウェイクフィールド駅行き（フランクリン・アベニュー駅） ← 平日：ダイアー・アベニュー駅行き（フランクリン・アベニュー駅） ← 夕ラッシュ時：ネレイド・アベニュー駅行き（フランクリン・アベニュー駅） |
| P ホーム階 | 島式ホーム、左側ドアが開く | |
| P ホーム階 | 南行線                     | → ブルックリン・カレッジ駅行き（スターリング・ストリート駅）→ |

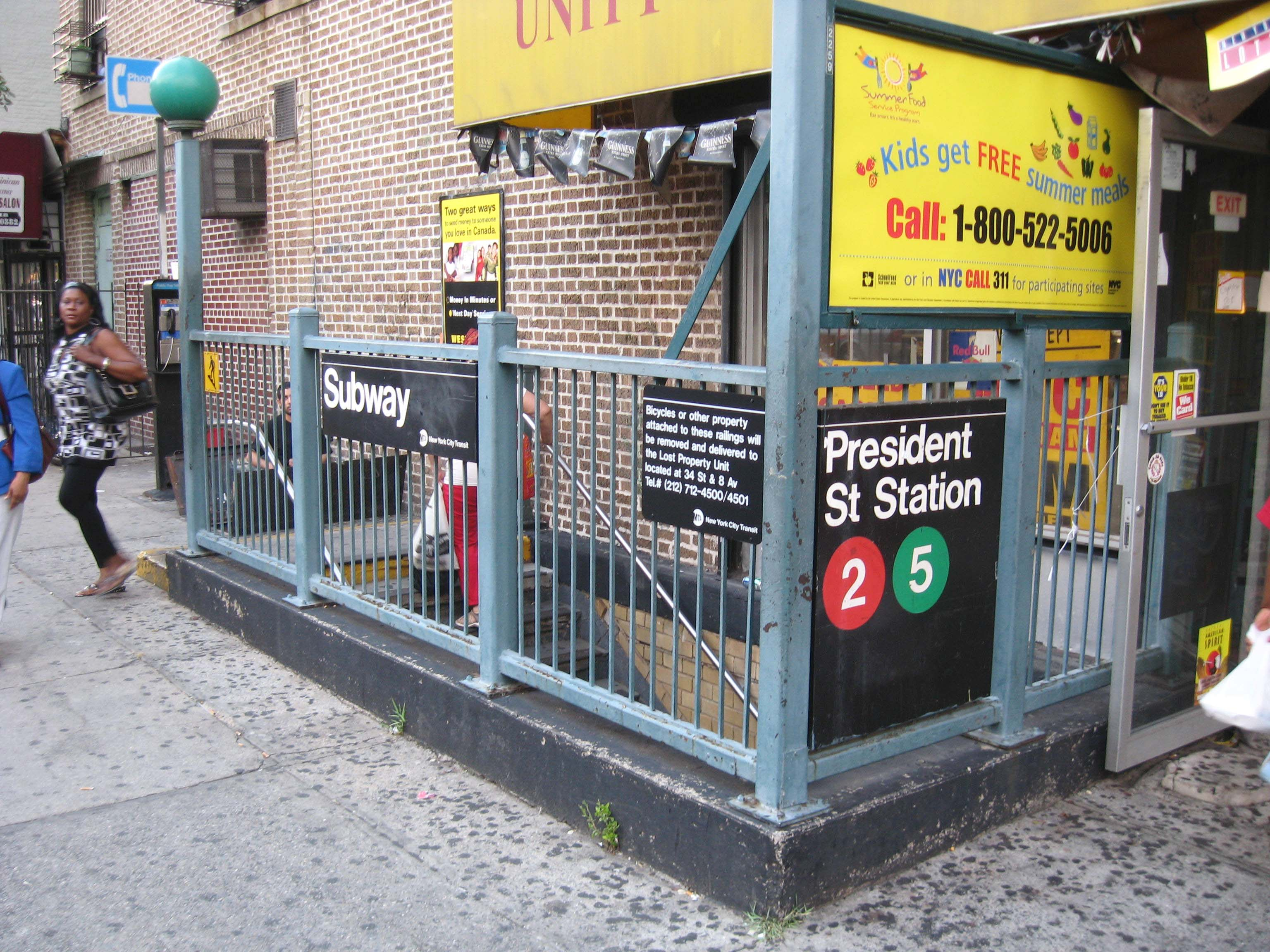
駅入口

駅はノストランド・アベニュー線が開通した1920年8月23日に同時に開業した。島式ホーム1面と線路2線を有した1面2線の地下駅で、ノストランド・アベニュー線の北端駅である。当駅はノストランド・アベニュー線内で唯一島式ホームを有している駅である。駅の北側にはIRTイースタン・パークウェイ線との合流点であるロジャース・ジャンクションがあるほか、駅から北へ2ブロック進むとイースタン・パークウェイ線ノストランド・アベニュー駅がある。
駅は1950年代にホーム南側を延長し有効長は510フィート（155メートル）となり10両編成の列車の入線に対応できるようになった。この延長された部分の壁面には青地に白のサンセリフ体で"PRESIDENT ST."と書かれた駅名標がある。また、壁面上部には等間隔に駅名頭文字である"P"と書かれたカルトゥーシュが飾られているほか、ホーム上には等間隔で青の柱が立っており黒地に白のニューヨーク市地下鉄標準の駅名標が掲げられている。

### 出入口
改札口は駅北側のホーム上階に存在し、ホームから階段と上り専用エスカレーターが接続している。改札口には回転式改札機と地上への階段2つがある。
| 場所                                                           | 種類 | 数  |
| -------------------------------------------------------------- | ---- | --- |
| ノストランド・アベニューとプレジデント・ストリートの交差点北西 | 階段 | 1つ |
| ノストランド・アベニューとプレジデント・ストリートの交差点北東 | 階段 | 1つ |